# Maria Berger

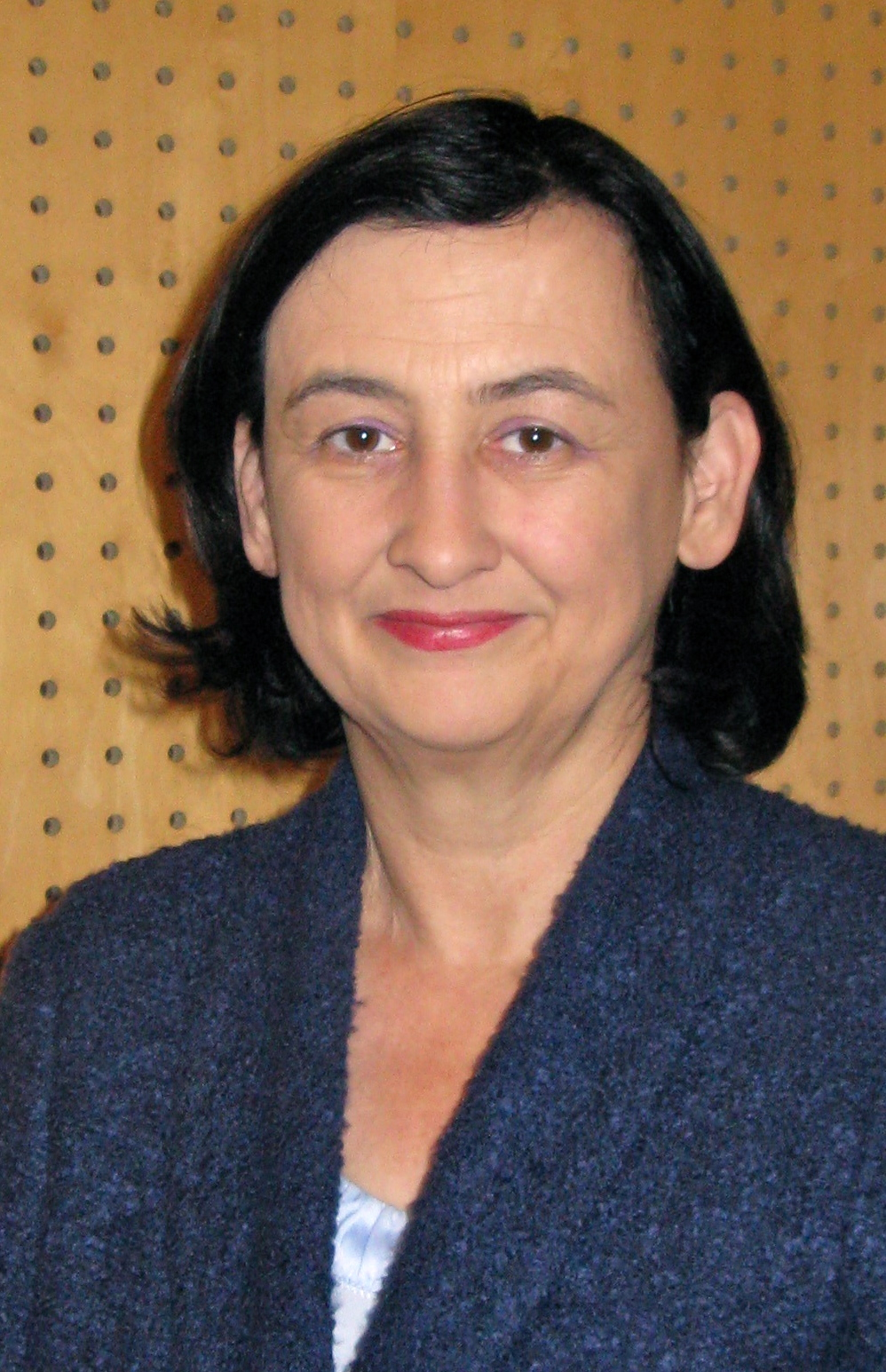
Maria Berger (2011)

Maria-Margarethe Berger (* 19. August 1956 in Perg, Oberösterreich) ist eine österreichische Juristin und Politikerin (SPÖ).
Sie war von 1996 bis 2009 Abgeordnete zum Europäischen Parlament, unterbrochen von 2007 bis 2008 durch ihre Tätigkeit als Bundesministerin für Justiz im Kabinett Gusenbauer. Von Oktober 2009 bis März 2019 war sie Richterin am Europäischen Gerichtshof.

## Ausbildung
Nach dem Pflichtschulbesuch (1962 bis 1968 in Perg und anschließend bis 1970 am Neusprachlichen Gymnasium der Kreuzschwestern in Gmunden) besuchte sie ab 1970 das Oberstufenrealgymnasium Perg, wo sie 1974 maturierte. Sie studierte zunächst ein Jahr Anglistik und Romanistik an der Universität Salzburg, um sich ab 1975 dem Studium der Rechtswissenschaften und der Volkswirtschaft an der Universität Innsbruck zu widmen, wo sie 1979 mit dem Dr. jur. abschloss.

## Berufliche Laufbahn
Ihre berufliche Laufbahn begann Berger als Universitätsassistentin am Institut für Öffentliches Recht und Politikwissenschaft der Universität Innsbruck von 1979 bis 1984. Es folgten Tätigkeiten im Bundesministerium für Wissenschaft und Forschung von 1984 bis 1987. Von 1988 bis 1992 war sie zuerst Referentin, dann Leiterin der Abteilung für integrationspolitische Koordination des Bundeskanzleramtes. Nach einem Auslandseinsatz als Direktorin der EFTA-Überwachungsbehörde in Genf und Brüssel von 1993 bis 1994 war sie von 1995 bis 1996 Vizepräsidentin der Donau-Universität Krems, an der sie in weiterer Folge auch als Lehrbeauftragte tätig war.
Berger wurde am 11. November 1996 Mitglied des Europäischen Parlaments und war in der Folge auch Mitglied des Europäischen Konvents von 2002 bis 2003 und des Österreich-Konvents vom 30. Juni 2003 bis zum 27. August 2004.
Parteipolitische Funktionen in der Sozialdemokratie waren insbesondere: Bundesvorsitzende der Jungen Generation der SPÖ von 1984 bis 1987, Mitglied des Gemeinderates der Stadt Perg von 1997 bis 2009, Stellvertretende Vorsitzende der SPÖ-Sektion in Brüssel von 1994 bis 1997, Delegationsleiterin der SPÖ-Europaabgeordneten, Stellvertretende Klubvorsitzende der Sozialdemokratischen Parlamentsfraktion - Klub der sozialdemokratischen Abgeordneten zum Nationalrat, Bundesrat und Europäischen Parlament vom 11. Dezember 2008 bis zum 7. Juni 2009 und SPE-Koordinatorin im Rechtsausschuss. 2008 bis 2009 folgte sie Caspar Einem als Präsidentin des Bundes sozialdemokratischer Akademikerinnen und Akademiker, Intellektueller, Künstlerinnen und Künstler.
Am 11. Jänner 2007 wurde Berger als Justizministerin der Bundesregierung Gusenbauer angelobt, wofür sie ihr Abgeordnetenmandat im Europäischen Parlament niederlegte und erst nach dem Ausscheiden aus der Bundesregierung im Dezember 2008 wieder übernahm.
Am 22. April 2009 wurde sie vom Hauptausschuss des Nationalrates als österreichische Richterin am Europäischen Gerichtshof bestätigt, nachdem sie am Tag zuvor von der Bundesregierung dazu nominiert worden war. Am 7. Oktober 2009 trat sie dieses Amt an. In diesem Amt wurde sie vom Gerichtshof 2012 für weitere sechs Jahre bis 2018 bestätigt.
Sie ist als Gastprofessorin am Institut für Europarecht an der Universität Wien tätig.
Im Mai 2018 wurde Katharina Pabel von der Bundesregierung Kurz I als Nachfolgerin von Maria Berger ab Oktober 2018 als Richterin am Europäischen Gerichtshof nominiert. Nach einem Hearing lehnte Pabel am 25. Juni 2018 aber die Nominierung ohne Angabe von Gründen ab. Im November 2018 nominierte die Bundesregierung Andreas Kumin als Nachfolger von Maria Berger am EuGH. Er trat sein Amt am 20. März 2019 an.
Am 22. Oktober 2021 wurde Maria Berger zur neuen Vorsitzenden des Senats 1 des Presserats gewählt. 2023 wurde in Perg die Maria-Berger-Straße nach ihr benannt.

## Auszeichnungen
- 2004: Komtur des Ordens für Verdienste um Litauen
- 2005: Großes Goldenes Ehrenzeichen für Verdienste um die Republik Österreich[13]
- 2010: Ehrenring der Stadtgemeinde Perg
- 2023: Ehrenbürgerin der Stadt Perg[14]